# Art Below
Art Below ist ein Unternehmen, welches Kunst im öffentlichen Raum ausstellt. Es wurde 2006 von Ben Moore gegründet und hat seinen Hauptsitz in London. 

## Konzept
Art Below nutzt Werbeflächen in der Londoner Underground und auch Übersee, um Kunst auszustellen. Es begann mit der Idee von Ben Moore und seinem Bruder Simon, überschüssige Werbeflächen zu nutzen, um die Werke von befreundeten Künstlern auszustellen. Seitdem hat Art Below eine internationale Gemeinschaft von Künstlern entstehen lassen und über 800 Werke ausgestellt. Neben der Idee, Künstlern eine Plattform im öffentlichen Raum zuteilwerden zu lassen, wird Pendlern die Möglichkeit eröffnet, Kunstwerke während ihres Arbeitswegs zu betrachten. Das Prinzip, Kunst in einem neuen Kontext zu präsentieren, und das öffentliche Auftreten zeitgenössischer Kunst erschaffen einen neuen städtischen Raum. Für die Zukunft verfolgt Art Below das Ziel, ein Netzwerk für internationale Künstler zu entwickeln, in dem diese ihre Werke im öffentlichen Raum der Stadt ihrer Wahl ausstellen können.

## Kampagnen

### London
Art Below hat eine öffentliche Galerie in der Londoner Underground etabliert. Künstler können eine Werbefläche in einer Station der Londoner Underground zu buchen, wie beispielsweise Angel, Bond Street oder dem „exhibition corridor“ in South Kensington. Dort werden die Werke für zwei Wochen ausgestellt und können öffentlich gesehen werden.
Eine weitere Option ein Kunstwerk in einer der Londoner-Underground-Stationen auszustellen, ist die Teilnahme an einem der themenbasierten Wettbewerbe. Diese werden von Art Below' und dessen Kollaborationspartnern, wie The Hospital Club, Don't Panic Media und The Sovereign Art Foundation organisiert. Weiterhin realisiert Art Below Projekte mit City & Guilds of London Art School. Innerhalb des Projektes „Art Lift“ wurden die Arbeiten von Masterstudenten in den Fahrstühlen der Kennington Underground Station ausgestellt.

### Berlin
In Berlin entwickelte Art Below das Projekt „Pillar of Art“. Dabei werden Litfaßsäulen in verschiedenen Stadtteilen mit Kunst gefüllt.  Im Jahr 2010 war das Projekt eine Kollaboration von Art Below und Art Barter. Die Veranstaltung startete am 24. Juni mit einer Einführungsparty auf dem Alexanderplatz und es folgte eine Ausstellung. Auf zehn Litfaßsäulen verteilt waren in der Stadt die Werke in Berlin ansässiger Künstler ausgestellt.

### Tokio
Im September 2008 organisierte Art Below die erste Ausstellung im japanischen Untergrund. Die Werke von sechzehn Künstlern waren auf der Ginza Plattform der Shibuya Station in Tokio ausgestellt. Aufgrund der internationalen Anerkennung der Ausstellung, initiierte Art Below eine zweite Ausstellung im Jahr 2009. Ebenso an der Shibuya_Station stellte Art Below sieben Künstler aus, während parallel die Tokyo Design Messe verlief, die am 26. Oktober 2009 startete. Diese Ausstellung wurde von der Sasakawa Foundation unterstützt, um das gegenseitige Verständnis britischer und japanischer Kultur sowie Gesellschaft zu fördern.

## Ausgestellte Künstler
Gezeigt wurden u. a. Cleo B, eine britische Luxus-Schuhmarke, welche von Cleo Barbour gegründet wurde. Philip Levine ist ein Künstler, der seine Glatze als Ausstellungsfläche nutzt. Seine Kopfdesigns haben Symbolcharakter innerhalb der Londoner Mode- und Kunstszene. Seine Arbeiten wurden mehrfach in der Londoner Underground ausgestellt. Ada Zanditon, eine ethnische Modedesignerin, welche seit 2008 ihre eigene Firma gründete. Eine ihrer Arbeiten wurde im März 2008 von Art Below ausgestellt.
Sean Power ist ein aktives Mitglied der Royal Marines Reserves, studierte am London College für Kommunikation und wurde ein  Truppenfotograf. Ebenso wurde Nick Ruston, ein britischer Künstler und Bildhauer gezeigt. Scarlett Raven, welche  zu Beginn ihres Bachelor in Bildender Kunst als Talent entdeckt wurde, stellte im Oktober 2009 aus. Sie hatte eine Einzelausstellung in der Londoner Cork Street und ist die jüngste Künstlerin, welche je in dieser Straße ausgestellt wurde. Sarah Maple ließ ihre Arbeit „Fighting Fire with Fire“ in der Underground ausstellen. Sie studierte Bildende Kunst an der Kingston Universität und gewann den „4 New Sensations“ Wettbewerb. Das Werk „Forgive us our Trespassing“ von Banksy wurde im März 2010 in der London Bridge Station ausgestellt. Im Jahr 2010 stellte Art Below ebenso eine Arbeit von Charles Bronson, einem britischen Strafgefangenen aus, der seit 1974 eine Gefängnisstrafe absitzt. Im Januar 2012 stellte die Künstlerin Julie Umerle ihre Arbeit mit Art Below bei 'Art of Angel', Angel Islington, London aus.

## Presse und Kontroversen
Seit der Existenz von Art Below und seiner Organisation von Ausstellungen in der Londoner Underground gab es ein hohes Interesse seitens der Medien. Neben mehreren Artikeln, welche sich mit dem Konzept von Art Below und seinem Gründer Ben Moore beschäftigen, verursachte Art Below Aufsehen durch die Ausstellung umstrittener Künstler. Auch die Restriktionen, welche sich durch das Ausstellen an öffentlichen Plätzen ergaben, verursachten Presseinteresse.
Die Arbeit „Forgive us our Trespassing“ von Banksy musste nachbearbeitet werden und wurde ohne den Heiligenschein über dem Kopf des Jungen ausgestellt. Das öffentliche Verkehrsunternehmen Transport for London (TfL) hatte den Heiligenschein des Bildes verboten, da dieser den Eindruck von Graffiti in der Underground erwecken würde. Nachdem das Werk ein paar Tage ausgestellt war, wurde dieser Heiligenschein nachlackiert, so dass die TfL veranlasste, das Poster zu entfernen. Dieser Fall ging durch die Presse und mehrere Artikel wurden zu diesem Thema veröffentlicht. In der BBC News erschien der Artikel „London Underground Banksy work regains its halo“, der London Evening Standard schrieb „Underground mystery as Banksy work regains its halo“.
Eine andere Kontroverse, welche durch das Ausstellen eines Kunstwerkes verursacht wurde, beschäftigte sich mit der Frage, ob es richtig sei, das Werk eines Strafgefangenen im öffentlichen Raum auszustellen. In diesem Fall war es nicht Transport for London, die Einwände hatten, sondern die National Victims Association(NVA). Das Kunstwerk von Charles Bronson wurde im Jahr 2010 für zwei Wochen in der Underground Station Angel ausgestellt. Die National Victims Association (NVA) ließ das Statement veröffentlichen, dass die Opfer es als herabwürdigend und deprimierend empfinden würden, dass es einem Kriminellen erlaubt werde, im öffentlichen Raum auszustellen.